# Pontificia Università della Santa Croce
La Pontificia Università della Santa Croce (Pontificia Universitas Sanctae Crucis / PUSC) è un'università pontificia con sede a Roma. Promossa dalla Prelatura della Santa Croce e Opus Dei, è stata eretta formalmente con decreto della Congregazione per l'Educazione Cattolica il 9 gennaio 1990.
Il Gran cancelliere è il Prelato dell'Opus Dei.

## Storia
La Pontificia Università della Santa Croce nacque su iniziativa di san Josemaría Escrivá de Balaguer che voleva istituire a Roma un centro universitario di ricerca e formazione nelle scienze ecclesiastiche. Il suo successore alla guida dell'Opus Dei, il beato Álvaro del Portillo, ottenendo le necessarie approvazioni della Santa Sede, portò a termine tale desiderio a partire dall'anno accademico 1984/85 con l'apertura del Centro Accademico Romano della Santa Croce mentre, nel 1986, fu inaugurato l'Istituto Superiore di Scienze Religiose afferente alla facoltà di Teologia. Il 9 gennaio 1990, l'allora Centro Accademico Romano della Santa Croce si trasformò in Ateneo Romano della Santa Croce e il 15 luglio 1998 diventò Pontificia Università della Santa Croce.
Nel corso degli anni, l'Università ha conferito la laurea Honoris Causa a varie personalità tra cui il card. Dionigi Tettamanzi (Teologia), Javier Hervada (Diritto Canonico), John M. Rist (Filosofia), il card. Camillo Ruini (Comunicazione Istituzionale) e Alfonso Nieto (Comunicazione Istituzionale).
L'Università ha la sede principale nel Palazzo di Sant'Apollinare, già sede del Collegio Germanico-Ungarico e zona extra-territoriale della Santa Sede.

## Facoltà
L'Università è attualmente costituita dalle Facoltà di: 
- Teologia
- Diritto Canonico
- Filosofia
- Comunicazione Sociale Istituzionale

### Teologia
La Facoltà di Teologia offre tre livelli di studi:
- il primo ciclo (3 anni) al termine del quale lo studente ottiene il titolo di Baccalaureato in Teologia.
- il secondo ciclo (2 anni) al termine del quale lo studente ottiene il titolo di Licenza in Teologia. Attualmente è possibile conseguire la Licenza in Teologia Liturgica, Teologia Dogmatica, Teologia Morale, Teologia Spirituale, Teologia Biblica e Storia della Chiesa.
- il terzo ciclo (minimo 2 anni) al termine del quale lo studente ottiene il Dottorato in Teologia.

### Diritto Canonico
La Facoltà di Diritto Canonico offre un percorso di studi articolato su tre livelli:
- il primo ciclo (minimo 2 anni) richiede la frequenza ai corsi istituzionali di Filosofia e Teologia.
- il secondo ciclo (3 anni) al termine del quale viene rilasciato il titolo di Licenza in Diritto Canonico.
- il terzo ciclo (minimo 2 anni) al termine del quale lo studente ottiene il Dottorato in Diritto Canonico.

### Filosofia
La Facoltà di Filosofia offre un percorso di studi strutturato su tre livelli:
- il primo ciclo (3 anni) porta all’ottenimento del Baccalaureato in Filosofia (Diploma o Laurea di primo livello).
- il secondo ciclo (2 anni) porta al conseguimento della Licenza in Filosofia (Laurea Magistrale). Attualmente sono disponibili due indirizzi: Etica e Antropologia oppure Metafisica e Scienza.
- il terzo livello (minimo 3 anni) al termine del quale lo studente ottiene il Dottorato in Filosofia.

### Comunicazione Sociale Istituzionale
La Facoltà di Comunicazione Sociale Istituzionale offre tre livelli di studi:
- il primo ciclo di Baccalaureato o laurea triennale (3 anni) offre allo studente le basi per meglio comprendere la comunicazione sociale.
- il secondo ciclo (2 anni) al termine del quale viene rilasciato il titolo di Licenza in Comunicazione Sociale Istituzionale (Laurea magistrale/Master's Degree level).
- il terzo ciclo (massimo 3 anni) si conclude con il titolo di Dottore in Comunicazione Sociale Istituzionale.

## Istituti e Centri di Ricerca
Oltre all'Istituto Superiore di Scienze Religiose all'Apollinare (ISSR all'Apollinare), fanno parte dell'Università due centri di ricerca: il Market, Culture & Ethics (MCE), per lo studio del rapporto tra etica e scienze economiche e sociali, e il Centro di Documentazione Interdisciplinare di Scienza e Fede (DISF) per approfondire il rapporto tra scienze filosofiche e teologiche in ambito scientifico. All'interno dell'Ateneo è presente anche un Dipartimento di Lingue (antiche e moderne) e un centro di Formazione Sacerdotale. Inoltre, nel corso degli ultimi anni, l'Università ha promosso progetti di ricerca come l'Istituto Storico San Josemarìa Escrivá (ISJE), il Centro di Studi Giuridici sulla Famiglia (CSGF) e il centro di studi Family & Media. Nel 2023 è stato costituito il Gruppo di ricerca in Psicologia e Vita Spirituale Cristiana "Joan Baptista Torellò".

## Biblioteca
Nel 1984 è stata aperta la nuova Biblioteca che conta oggi circa 209.000 volumi e ha sede in via dei Farnesi. Nel corso degli anni, la Biblioteca della Pontificia Università della Santa Croce si è arricchita di due importanti lasciti che costituiscono dei fondi particolari: il Fondo Fabro (circa 20.000 volumi) donati dal filosofo Cornelio Fabro e il Fondo Mader/Salvatoriani (circa 1.000 volumi) appartenuti al teologo e archeologo Andreas Evarist Mader.
A partire dal 1994 la Biblioteca fa parte della Rete URBE (Unione Romana Biblioteche Ecclesiastiche).

## Collegi
L'Università dispone di alcuni Collegi in cui vengono ospitati gli studenti:
- Collegio Ecclesiastico Internazionale Sedes Sapientiae. Fondato nel 1990, il Sedes Sapientiae è un Seminario internazionale affidato alla Prelatura dell'Opus Dei e ospita seminaristi provenienti da varie diocesi del mondo. Il Collegio ha sede nell’antico Conservatorio di San Pasquale Baylon nel quartiere di Trastevere.
- Collegio Sacerdotale Tiberino. Fondato nel 2003, il Tiberino è un collegio ecclesiastico internazionale che ospita sacerdoti diocesani inviati a Roma dai loro vescovi per motivi si studio. Il Collegio ha sede nell’antico Casino de’ Rossi nel quartiere di Trastevere.
- Collegio Sacerdotale Altomonte. Attivo dal 2012, Altomonte è un collegio ecclesiastico internazionale che ospita esclusivamente sacerdoti e diaconi residenti a Roma per motivi di studio. Ha sede nel quartiere Aurelio.

## Casa editrice e media

### EDUSC
Le pubblicazioni dell'università sono edite dalla casa editrice Edizioni Santa Croce, meglio conosciuta con gli acronimi ESC o EDUSC.

### Riviste
L'Università possiede un proprio organo ufficiale di informazione, Notizie dalla Santa Croce. Inoltre, pubblica 4 riviste scientifiche:
- Annales Theologici. Nata nel 1987, è una rivista semestrale curata dalla Facoltà di Teologia e "si propone di collaborare alla riflessione comune su quei temi che rivestono maggior interesse per il dialogo fra vangelo e cultura e per la formazione scientifica ed ecclesiale del popolo di Dio"[17].
- Ius Ecclesiae. Nata nel 1989, è una rivista semestrale di Diritto Canonico e offre articoli relativi alla dottrina canonistica, la giurisprudenza dei tribunali ecclesiastici così come un'ampia bibliografia comprendente gli atti del Pontefice e gli atti della Santa Sede.
- Acta Philosophica. Nata nel 1992, è una rivista semestrale promossa dalla Facoltà di Filosofia. La rivista pubblica articoli in italiano, inglese, spagnolo e francese, con un particolare riferimento al dialogo tra filosofia e scienza, ai rapporti tra ragione e fede e tra la filosofia classica e il pensiero contemporaneo.
- Church, Communication and Culture è una rivista curata dalla Facoltà di Comunicazione Sociale Istituzionale. La rivista è dedicata ad approfondire la conoscenza e la comprensione del dialogo tra religione, comunicazione e cultura nell'arena pubblica.

## Rettori
- Ignacio Carrasco de Paula (1984-1994)
- Luis Clavell (1994-2002)
- Mariano Fazio (2002-2008)
- Luis Romera Oñate (2008-2016)
- Luis Navarro (2016-2024)
- Fernando Puig (dal 2024)

## Gran cancellieri
- Álvaro del Portillo (1984-1994)
- Javier Echevarría Rodríguez (1994-2016)
- Fernando Ocáriz Braña (dal 2017)